# La-Plata-Museum

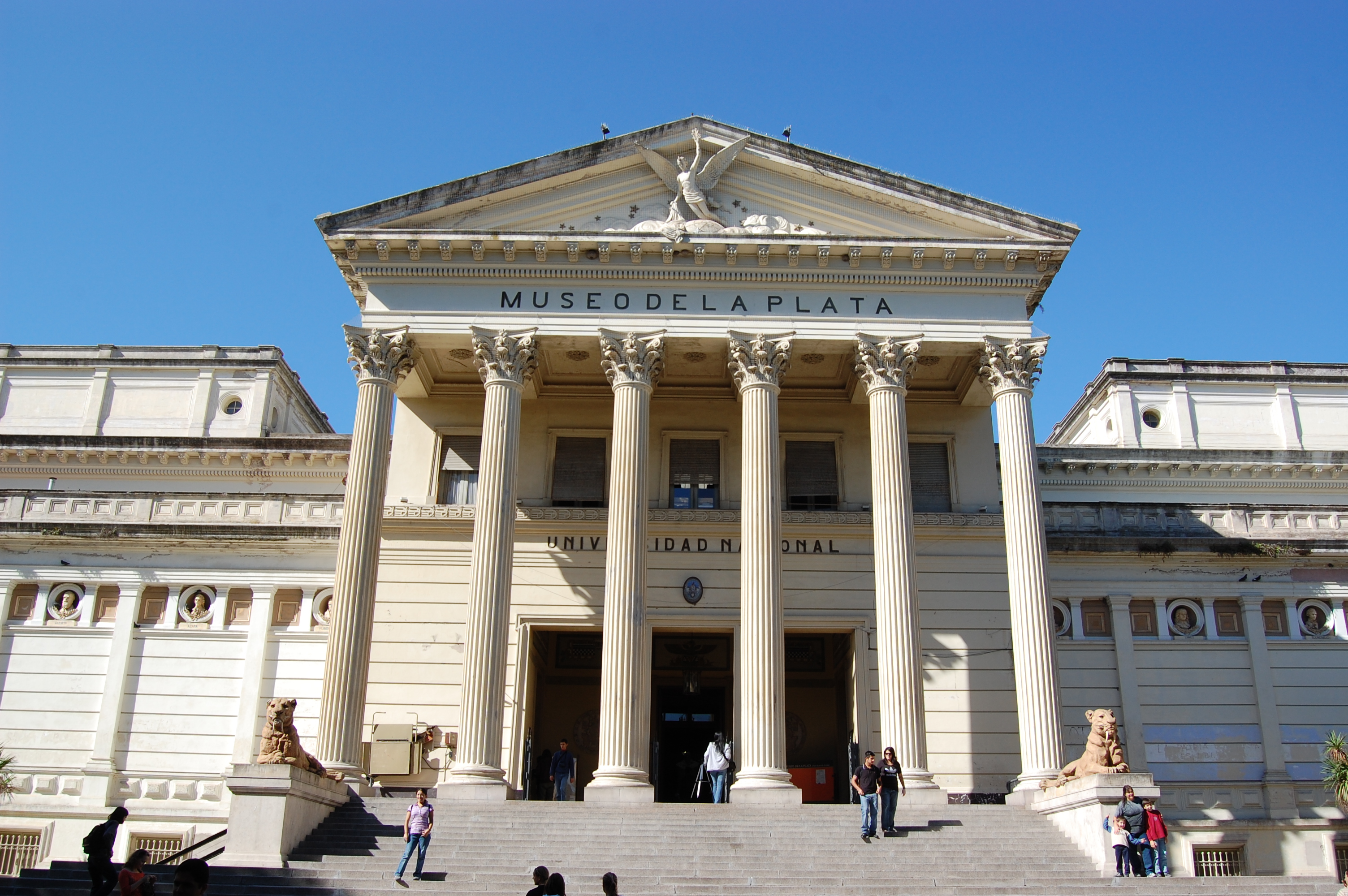
La-Plata-Museum, Eingang

Das La-Plata-Museum (spanisch Museo de La Plata) ist eines der beiden großen Naturkundemuseen Argentiniens in La Plata. Es ist außerdem Forschungsinstitut.
Das Museum entstand aus den Sammlungen des Erforschers von Patagonien Perito Moreno (1852–1919). Unter anderem sammelte er Fossilien bei der Vermessung der Grenze zu Chile in den 1870er Jahren, insbesondere aus der spezifischen tertiären Säugetierfauna Argentiniens, die das Land in der Paläontologie im 19. Jahrhundert bekannt machte. Zuerst kamen die Sammlungen in das Museo Argentino de Ciencias Naturales Bernardino Rivadavia in Buenos Aires, das zweite große Naturkundemuseum in Argentinien, mit der Gründung der neuen Hauptstadt La Plata der Provinz Buenos Aires zogen sie aber ins 1888 neu eröffnete La-Plata-Museum um. Erster Direktor war Moreno. Er ernannte Santiago Roth 1895 zum Leiter der Paläontologischen Abteilung dieses Museums. Der Argentinien-Schweizer Roth trug wichtige fossile Funde bei. 1906 wurde das Museum der Universität von La Plata angegliedert, wo Roth Titularprofessor wurde.
Dem Museum ist eine Bibliothek angegliedert. Das Museum beherbergt neben naturkundlichen auch völkerkundliche und archäologische Sammlungen.

## Das Museum im Film
- In dem Film „El Aura“ (2005) von Fabián Bielinsky arbeitet die von Ricardo Darín gespielte Figur als Tierpräparator für das La Plata Museum.[1]
- Im Kurzfilm „Intersección“ (2008) von Nicolás Isasi spielt die erste Szene auf den Stufen des Naturkundemuseums La Plata.[2]
- Der Dokumentarfilm „El Perito en límites“ (2019) von Gustavo Lorenzo präsentiert die Lebensgeschichte von Perito Moreno, dem Gründer des La Plata Museums, und sein Vermächtnis als Wissenschaftler, Naturforscher, Umweltschützer, Politiker, Entdecker und Geograph.

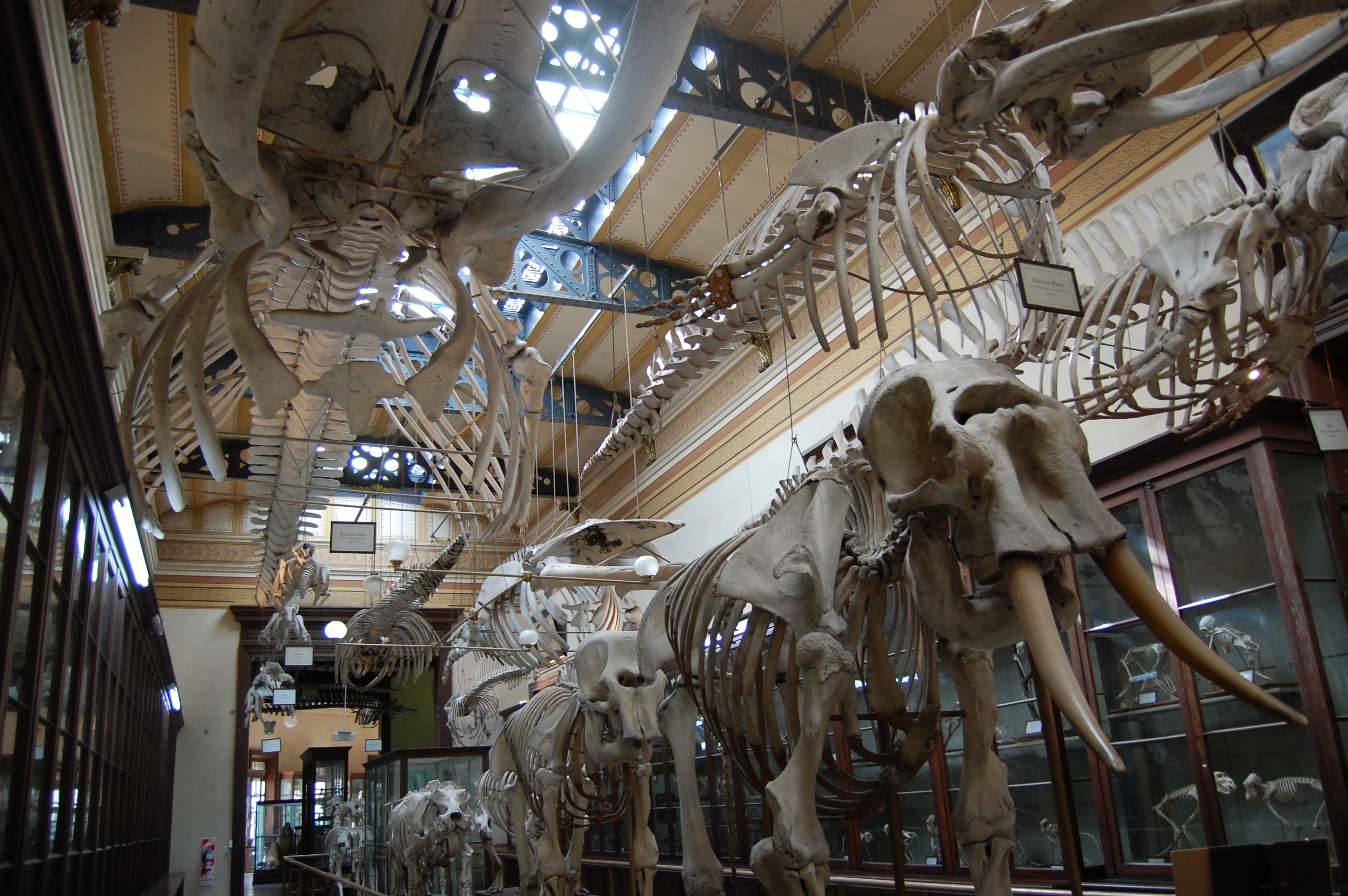
Knochensaal

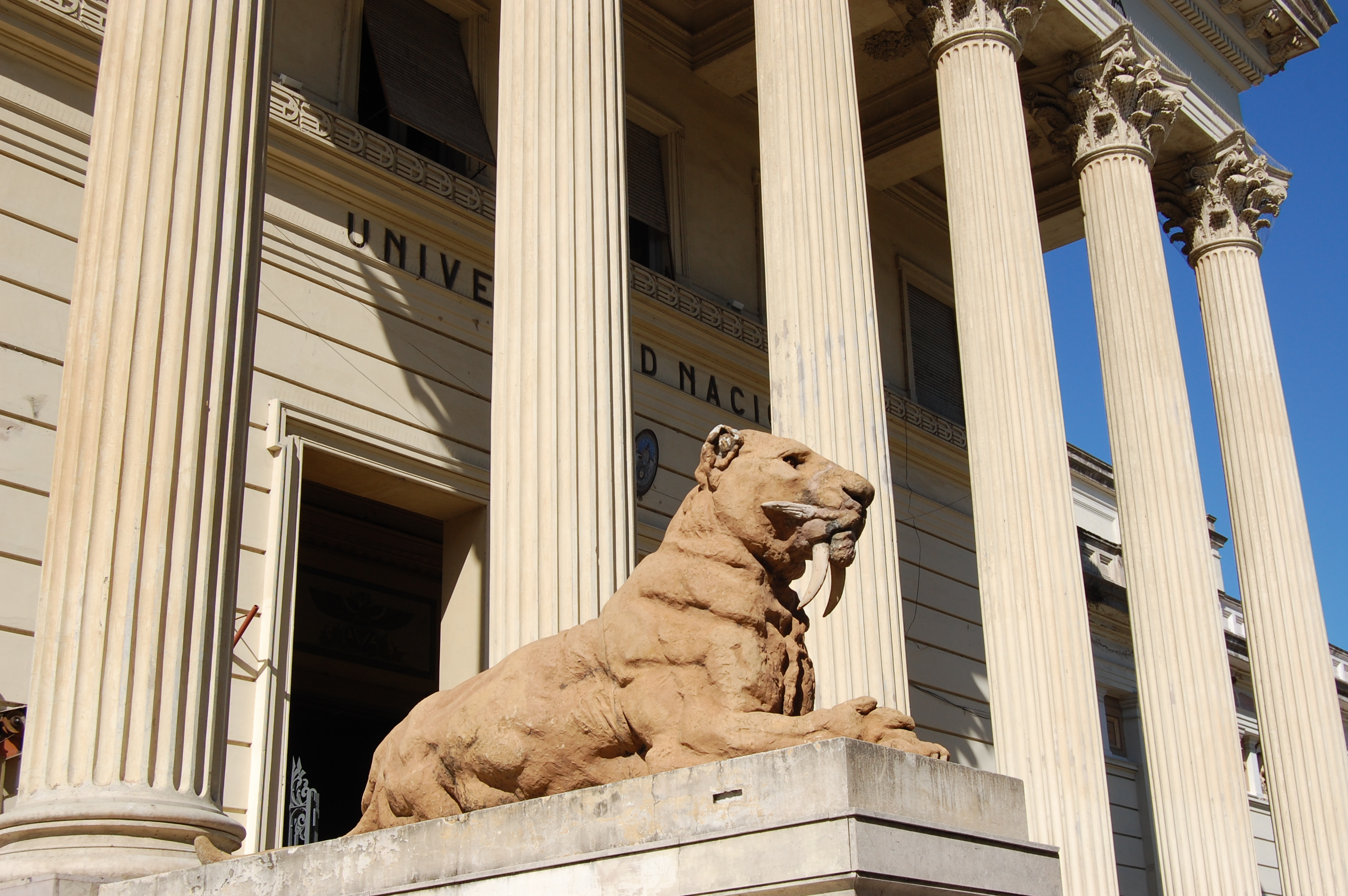
Smilodon-Skulpturen bewachen den Eingang